# Beverly Grant
Beverly Grant (ur. 25 września 1970) – jamajska lekkoatletka specjalizująca się w krótkich biegach sprinterskich.

## Sukcesy sportowe
| Rok  | Miasto     | Zawody                                   | Konkurencja                                    | Wynik                             |
| ---- | ---------- | ---------------------------------------- | ---------------------------------------------- | --------------------------------- |
| 1993 | Toronto    | Halowe mistrzostwa świata                | sztafeta 4 x 100 m                             | złoty medal                       |
| 1997 | San Juan   | Mistrzostwa Ameryki Środkowej i Karaibów | bieg na 100 m                                  | srebrny medal                     |
| 1997 | Ateny      | Mistrzostwa świata                       | sztafeta 4 x 100 m                             | srebrny medal                     |
| 1999 | Maebashi   | Halowe mistrzostwa świata                | sztafeta 4 x 100 m                             | 5. miejsce                        |
| 1999 | Winnipeg   | Igrzyska panamerykańskie                 | sztafeta 4 x 100 m bieg na 100 m bieg na 200 m | złoty medal 7. miejsce 6. miejsce |
| 1999 | Bridgetown | Mistrzostwa Ameryki Środkowej i Karaibów | sztafeta 4 x 100 m bieg na 100 m               | złoty medal brązowy medal         |
| 1999 | Sewilla    | Mistrzostwa świata                       | sztafeta 4 x 100 m                             | 5. miejsce                        |

## Rekordy życiowe
- bieg na 50 metrów (hala) – 6,46 – Saskatoon 09/01/1999
- bieg na 60 metrów (hala) – 7,26 – Boston 20/02/1998
- bieg na 100 metrów – 11,24 – Kingston 20/06/1997
- bieg na 200 metrów – 22,93 – Kingston 21/06/1997
- bieg na 200 metrów (hala) – 23,44 – Boston 20/02/1998